# Catocala sponsoides
Catocala sponsoides là một loài bướm đêm trong họ Erebidae.